# 戈爾德堡 (愛達荷州)
戈爾德堡（英語：Goldburg）是位於美國愛達荷州卡斯特縣的一個非建制地區。該地的面積和人口皆未知。

## 地理
戈爾德堡的座標為44°23′08″N 113°38′45″W / 44.38556°N 113.64583°W，而該地的平均海拔高度為1912米（即6273英尺）。